# 于利希-克莱沃-贝格省
于利希-克莱沃-贝格省（德語：Provinz Jülich-Kleve-Berg）於1815年至1822年是普魯士的一個省。于利希-克莱沃-贝格於1815年由普魯士王國從法國和貝格大公國的土地合併而來，1822年于利希-克莱沃-贝格省與下萊茵大公國合併形成萊茵省，並選定科隆作為省會。